# Kanton Yzeure
Kanton Yzeure (fr. Canton d'Yzeure) je francouzský kanton v departementu Allier v regionu Auvergne. Tvoří ho šest obcí.

## Obce kantonu
- Aurouër
- Gennetines
- Saint-Ennemond
- Trévol
- Villeneuve-sur-Allier
- Yzeure